# Барстоу (Калифорнија)
Барстоу (енгл. Barstow) град је у америчкој савезној држави Калифорнија. По попису становништва из 2010. у њему је живело 22.639 становника.

## Демографија
Према попису становништва из 2010. у граду је живело 22.639 становника, што је 1.520 (7,2%) становника више него 2000. године.
| Група             | 2000.         | 2010.         |
| Белци             | 9.163 (43,4%) | 7.746 (34,2%) |
| Афроамериканци    | 2.450 (11,6%) | 3.313 (14,6%) |
| Азијати           | 650 (3,1%)    | 723 (3,2%)    |
| Хиспаноамериканци | 7.708 (36,5%) | 9.700 (42,8%) |
| Укупно            | 21.119        | 22.639        |